# Tarik Belmadani
Tarik Belmadani (Viriat, 17 de noviembre de 1987) es un deportista francés que compite en lucha grecorromana. Ganó una medalla de bronce en los Juegos Europeos de Bakú 2015, en la categoría de 59 kg.

## Palmarés internacional
| Juegos Europeos | Juegos Europeos   | Juegos Europeos   | Juegos Europeos |
| Año             | Lugar             | Medalla           | Categoría       |
| --------------- | ----------------- | ----------------- | --------------- |
| 2015            | Bakú (Azerbaiyán) | Medalla de bronce | 59 kg           |